# Talantatos proudlocki
Talantatos proudlocki — вид викопних птахів ряду Журавлеподібні (Gruiformes). Скам'янілі рештки знайдені у пластах формації Paris Bain у Франції. Датується пізнім еоценом.